# Centre national de contrôle de la défense de la fédération de Russie
Le centre national de contrôle de la défense de la fédération de Russie, également connu sous le nom de centre de contrôle de la défense nationale (russe : Национальный центр управления обороной РФ, Natsional'nyi tsentr upravleniya oboronoi RF) НЦУО, anciennement le poste de commandement central de l'état-major général des forces armées russes, est le centre de commandement et de contrôle suprême du ministère russe de la Défense et des forces armées russes.

## Fonction

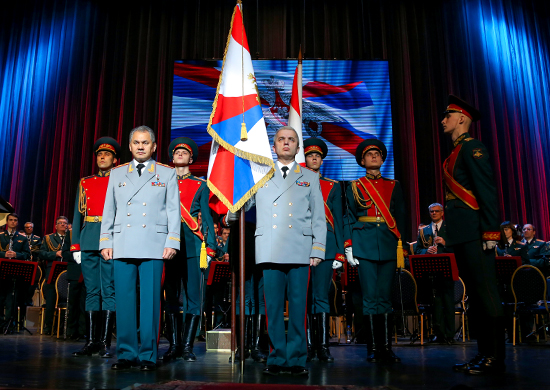
Le ministre de la Défense Sergueï Choïgou présentant la bannière officielle à Mikhaïl Mizintsev, 22 décembre 2014.

Le centre est considéré comme la deuxième plus haute autorité responsable de la gestion et de la supervision du ministère de la Défense, après le ministre lui-même et est directement subordonné à l'état-major général des forces armées de la fédération de Russie, supervisé par le chef d'état-major général.
Il dispose d'un puissant supercalculateur militaire appelé NDMC Superordinateur avec une vitesse de 16 pétaflops et une capacité de stockage de 236 pétaoctets,.
Le centre est situé dans le bâtiment principal du ministère de la Défense à Znamenka 19, à Moscou, en Russie.
Le réseau informatique du centre est basé sur le système d'exploitation informatique militaire russe Astra Linux de la société RusBITech (en), qui a été déclaré en 2018 le futur standard ultime pour l'armée. La modernisation avec un logiciel d'intelligence artificielle est en cours.

## Chef du centre de gestion de la Défense nationale
Depuis sa création fin 2014, le lieutenant-général Mikhaïl Mizintsev est nommé premier directeur du centre de défense. Il est promu colonel général en 2017.
En septembre 2022, Oleg Gorchenine, ancien commandant du 154e régiment du commandant séparé, est nommé chef du centre de gestion de la défense nationale, en remplacement de Mizintsev qui est nommé vice-ministre de la Défense.
En avril 2023, Stanislav Gadzhimagomedov remplace le général Oleg Gorchenine.